# ۷۸۲ (پیش از میلاد)
۷۸۲ (پیش از میلاد) ۷۸۲مین سال قبل از تقویم میلادی است.